# King George V Silver Jubilee Medal

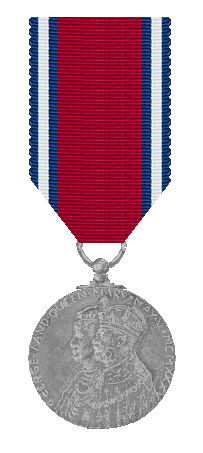
King George V Silver Jubilee Medal

Die King George V Silver Jubilee Medal ist eine britische Auszeichnung.

## Geschichte
Die Silber-Jubiläumsmedaille von König George V., geprägt im Jahr 1935, wurde als Ehrenauszeichnung verliehen, um den 25. Jahrestag der Thronbesteigung König Georg V. zu feiern und das Engagement zahlreicher Untertanen für das britische Empire zu würdigen.

## Numismatische Merkmale
Die Medaille zeichnet sich durch eine typische Medaillenprägung aus, die sowohl künstlerische als auch repräsentative Elemente vereint. Das Avers zeigt in der Regel ein hohes Relief der vereinigten Büsten von König Georg V. und Königin Mary. Das Revers ist häufig mit dem königlichen Monogramm „GRI“ und den Jahreszahlen „MAY 6 / 1910“ und „MAY 6 / 1935“ versehen. Die Medaille wurde in der Regel aus Silber gefertigt, was ihr einen hohen Sammlerwert verleiht.

## Historischer Kontext und Rezipienten
Die Verleihung der Jubiläumsmedaille erfolgte in einem historischen Kontext, der durch den Ersten Weltkrieg und die nachfolgenden wirtschaftlichen und sozialen Veränderungen geprägt war. Die Medaille diente nicht nur der Ehrung verdienstvoller Bürger, sondern auch der Stärkung des nationalen Zusammenhalts und der Legitimation der Monarchie. Zu den typischen Rezipienten zählten:
- Militärangehörige: Insbesondere Veteranen des Ersten Weltkriegs wurden für ihren Dienst am Vaterland geehrt.
- Zivile Beamte: Angehörige des öffentlichen Dienstes, die sich durch langjährige und treue Dienste ausgezeichnet hatten.
- Polizisten: Als Repräsentanten der öffentlichen Ordnung und Sicherheit wurden Polizisten ebenfalls mit der Medaille ausgezeichnet.
- Weitere öffentliche Bedienstete: Auch andere Berufsgruppen, die einen wichtigen Beitrag zum Funktionieren des Staates leisteten, wurden bedacht.

## Numismatischer Wert und Sammlerinteresse
Die Silber-Jubiläumsmedaille von König George V. ist heute ein begehrtes Sammlerobjekt. Ihr Wert wird von verschiedenen Faktoren beeinflusst, darunter die Erhaltungszustand, die Seltenheit bestimmter Ausführungen sowie die historische Bedeutung der Medaille. Numismatiker schätzen diese Medaille nicht nur wegen ihrer ästhetischen Gestaltung, sondern auch als Zeugnis einer vergangenen Epoche und als Ausdruck königlicher Anerkennung.